# 1971年の日本の女性史
1971年の日本の女性史（1971ねんのにほんのじょせいし）は、1971年（昭和46年）の日本における女性に関するできごとを時系列的に挙げる。参考文献は日本の女性史年表を参照のこと。
本項目は歴史研究としての女性史ではなく、日本における女性に関するできごとをある体系に基づいて述べようとするものではない。

## 1-3月
- 1月11日 日本婦人会議・総評主婦の会、米の物価統制令適用除外反対を食糧庁へ申し入れ 2月8日 母親連絡会、抗議 2月15日 新婦人、反対の署名運動・ビラまき
- 1月18日 日本キリスト教婦人矯風会、靖国神社法案に反対・抗議
- 1月30日 全国婦人のつどい、地婦連など7団体主催、再販商品ボイコット運動申合わせ 2月13日 地婦連、ボイコット再販商品メーカーを公表
- 2月1日 東邦亜鉛安中工場の女子従業員の自殺遺体から世界最高濃度のカドミウム検出
安中公害訴訟におけるイタイイタイ病と判明している。
- 2月18-19日 第7回内職大会、総評主婦の会主催、家内労働法施行に伴う家内労働手帳の交付について討議
- 2月24日 名古屋地方裁判所、帝国興信所（現・帝国データバンク）賃金請求控訴事件で、生理休暇の賃金カットは違法の判決。就業規則は1生理周期ごとに1日の有給生理休暇を与えることを規定していると解して、賃金カット分の支払いを命じる判決 1973年10月25日 名古屋高等裁判所も同趣旨の判決
- 2月- 石川達三、週刊誌『サンデー毎日』に「婦人参政権亡国論」を発表、女には投票権は不要、被選挙権だけは残せ等と主張。会田雄次が石川を支持、同誌に「ゴシップと大根の女は地方選挙だけでよい」。田辺聖子が反論「スカタンだらけの男がなにをヌカす」を同誌に発表
- 2月- 東京瓦斯、婦人検針員制度を採用
- 3月3日 富士山麓を侵略戦争に使わず、牧場や平和のために解放しようと婦人連絡会発足、総評主婦の会など6団体呼びかけ
- 3月6-7日 第16回はたらく婦人の中央集会、総評・中立労連系、「婦人労働者を労働組合に結集し婦人の働く権利を確立しよう」等 この年より、分科会テーマに公害問題追加
- 3月8日 国際婦人デーの中央集会、労働基準法改悪阻止、高物価・重税・公害反対、教育・文化・マスコミ・司法の反動化、軍国主義反対などをかかげる。
- 3月16日-5月26日 「女の自立をめぐって」連続シンポジウム、婦人民主クラブ主催
- 3月18日 盛岡地方裁判所、「女子事務員の定年を31歳、男子職員55歳と差別する就業規則は民法90条に反し無効」と判決、岩手県経済連（現：全農岩手県本部）の職員
- 3月20日 参議院予算委員会で民社党参議院議員萩原幽香子、妻の贈与税適用廃止など民法上の "妻の座"向上を訴える
- 3月24日 主婦連、新聞代の値上げ分不払い運動推進を決定

## 4-6月
- 4月9日 第14回婦選会議、婦選獲得25周年記念行事実行22団体主催、ビラまき、一票を考える婦人の集会開催
- 4月16日 第23回婦人週間「今日に生きる女性の権利と責任--婦人参政25周年にあたって」 4月10-13日 第19回全国婦人会議
- 4月11日、25日 地方統一選挙、婦人450人当選、立候補656人
- 4月15日 婦人労働者の諸問題に関する第3回国際労働組合会議準備会、プラハで、総評婦対部長山本まき子出席
- 4月21日 主婦連、牛乳値上げ5月実施の動きに対し、農林省（現・農林水産省）・メーカーと交渉
- 4月22日 大阪府学童保育連絡協議会、「カギっ子に学童保育所を」と街頭署名
カギっ子数483万人、学童保育所全国で730ヶ所、利用できる児童2万9000人、厚生省調べ
- 4月27日 労働省「昭和45年度家内労働概況調査結果」、家内労働業務に従事している者約201万人、殆どが女子で92％、家庭の主婦を中心とする内職84％
- 4月- 東京都、妊娠中の婦人教師の体育授業を全面的に免除
- 5月4日 総理府、子供のしつけについて調査、「母親はしつけに自信を持っている」と発表、信じられぬとの声も起こる
- 5月9-10日 第16回はたらく婦人の中央集会、共産党・婦団連中心、「合理化と権利」「労基法と権利」「健康と母性保護」などの分科会にわかれて交流・討論
- 5月11日 会員販売だった地婦連の100円化粧品ちふれ化粧品がデパートやスーパーに登場
- 5月14日 連続女性誘拐殺人事件の容疑者逮捕、大久保清事件
- 5月20日 三井三池労働組合主婦会員、三井三池三川炭鉱炭じん爆発による一酸化炭素中毒患者の障害補償などの認定を要求して座り込み
- 5月21-31日 第1回家内労働会議、労働省主催、家内労働手帳の普及と仕事場の安全衛生の確保を目標
- 5月26日 髙島屋、東京12チャンネル（現・テレビ東京）の番組「こんにちわ奥さん」でテレビによる通信販売を開始
- 5月27日 児童手当法公布
- 5月31日 厚生省、母乳からBHC・DDTを検出と発表
- 5月31日 ソニー女子社員、「私の身体が傷ついたのは会社の責任、休職期間が切れたからといって解雇は不当」と芝浦工場門前で無期限ハンガー・ストライキに入る。
12月28日 品川労働基準監督署、職業病と認定 会社側、解雇を取消し復職を認める。
- 5月- 象印マホービン、炊いたご飯を長時間保温できる電子ジャーを発売
- 6月2日 地婦連・主婦連など消費者8団体、再販制度指定商品の資生堂化粧品ボイコットを決議
- 6月15日 縫田曄子、東京都民生局長に就任、日本の自治体で初の女性局長
縫田曄子は女性初のNHK解説委員でもあった。
- 6月15日 法制審議会民法部会身分法小委員会、7年ぶりに審議再開、民法や税制における"妻の座"問題を検討のため
- 6月25日 東京の主婦ら8人、松下電器（現・パナソニック）のヤミ再販により不当に高くカラーテレビを買わされたとして損害賠償請求の一括訴訟をおこす。 1977年9月19日 東京高等裁判所、原告敗訴の判決、当事者双方が上訴せず確定
- 6月27日 参議院議員通常選挙、婦人8人当選、全国区5・地方区3
- 6月29日 労働省「昭和45年度労働白書」、育児・家事など家庭責任が大きいと考えられる20～40歳層の労働力低下目立つ

## 7-9月
- 7月1日 酔っ払い防止法10周年記念集会、衆参婦人議員懇談会など主催
- 7月6日 秋田相互銀行（現・北都銀行）婦人組合員7人、日本初の男女同一賃金について公判闘争。「男女差別賃金は憲法14条および労働基準法第4条に違反する」と秋田地方裁判所に提訴
1972年8月 差別賃金をはねかえす総決起集会開催、秋田県評等主催 1975年4月10日 秋田地方裁判所、原告の主張を認める判決
- 7月17日 今井通子、グランド・ジョラス北壁登頂に成功、世界初の女性によるアルプス3大北壁征服
- 7月17日 "ストップ・ザ・再販"再販追放街頭運動、地婦連など消費者8団体
- 7月20日 臼杵市風成地区住民、大阪セメント（現・住友大阪セメント）臼杵市進出反対行政訴訟で勝利、県に埋立て免許執行停止命令、主婦達が運動の原動力に 8月2日 県側、控訴 1973年10月 福岡高等裁判所で結審、漁民方の勝訴となり、大阪セメントの臼杵市進出は断念された。この運動は風成闘争とよばれ、日本の公害予防運動史上画期的なものといわれる。
臼杵市風成地区は突きん棒漁で有名な漁村だったが、大阪セメントがセメント工場建設のため風成地区の目と鼻の先の海である日比浦の埋め立てを計画。これを阻止しようと住民運動が起きたが、とりわけ主婦達の活躍はめざましく、埋め立てのための測量の際には、1月の厳寒の雨の降りしきる中、実力排除に備えて雨合羽の上から腰に荒縄を巻き付けて数珠繋ぎになった数十人の主婦が作業いかだの上に座り込むなど、必死の抵抗行動を行った。この闘争における主婦達の活躍は、7月23日NHKドキュメンタリー「風成の女たち」としてテレビ放映された。
- 7月27日 婦人の就業に関する懇話会、「婦人の就業に関する基本的考え方」答申、育児休暇制度など
「婦人の就業に関する懇話会」は労働大臣の私的諮問機関、座長藤田たき
- 7月28日 豊橋市牛川町主婦ら、三菱レイヨン火力発電所建設に反対、市長を追求
- 7月- 東南アジア女性を密入国させていた国際人身売買組織が警視庁の捜査で明らかになる。沖縄に10ヵ所、フィリピンに4ヵ所の組織
- 8月21-24日 ウーマン・リブ合宿、長野県信濃平学生村で、全国各地から約200人参加
- 8月29-30日 第17回日本母親大会、1万2000人参加、婦人会議・婦民は不参加。子ども・教育・生活・権利など42の分科会で交流・討議、沖縄・公害・中教審答申に関心集まる。
- 8月- 兄を戦争で失った妹たちの集まり「かがり火の会」発足、作家仁木悦子の呼びかけ
会誌が47号まで刊行され、文集『妹たちのかがり火』が第4集まで刊行された。「かがり火の会」は2007年3月末に閉じた。
- 9月1日 赤ちゃんのことなら何でもと「赤ちゃん110番」スタート、 渋谷で
- 9月1-30日 退職婦人教職員全国連絡協議会、安心できる老後を要求する月間 健康で安心できる老後をつくる集会、1万人余参加
- 9月7日 国際婦人問題懇談会、国連婦人の地位委員会家族計画問題特別報告者・フィンランド人ヘルビ・シビラ夫人をかこみ懇談
- 9月9日 地婦連など消費者8団体、日本化粧品工業連合会に再販価格維持契約を中止するよう申入れ
- 9月11日 司法の独立と日本の民主主義を考える国民の集い、市川房枝等16人の呼びかけ、1500人参加
- 9月27日-10月15日 国際自由労連アジア地域婦人セミナー、東京で、婦人の雇用・社会における婦人の地位と最近の変化など討議、同盟婦人部・全国繊維産業労働組合同盟（現・UIゼンセン同盟）・全逓婦人部など参加
- 9月29日 新潟水俣病裁判で胎児性水俣病にかかる虞があるとして国から受けた妊娠規制に対し慰謝料50万円を請求した婦人6人の訴え認められる。
- 9月- 労働省、既婚婦人の就労に関する世論調査結果、「出産で勤めをやめ、子供が大きくなったら再び勤める」という就労パターンを支持する者が過半数

## 10-12月
- 10月3日 日本テレビでテレビ番組「スター誕生!」放送開始 合格第1号森昌子 この番組から山口百恵等アイドル歌手が続々巣立った。
- 10月26日 婦民、沖縄返還で各党に要望書提出 11月9日 日本キリスト教婦人矯風会、沖縄協定反対声明、16婦人団体、要望書提出
- 10月- 地婦連、無駄な包装追放運動
- 10月- 労働省婦人少年局、全国商家の主婦1500人の実態調査結果、全体の1割の主婦に休日無し
- 11月6日 民主教育をすすめる国民連合発足、中教審路線粉砕・高校増設要求、母と女教師の会が母体
- 11月6日 日本婦人有権者同盟など婦人団体、「理想選挙推進・市民の会」結成、代表市川房枝
- 11月13日 沖縄協定批准反対中央婦人総決起集会、総評・母親連絡会など呼びかけ、1万7000人参加
- 11月18日 16婦人団体、衆議院での強行採決に抗議 11月24日 日本婦人会議、白装束で議員面会所に座り込み
11月17日 衆議院で沖縄返還協定が強行採決された。
- 11月- 京都府職員労働組合婦人部、3週間の妊娠障害休暇を獲得
- 11月- 沖縄でホステス殺しの米兵に無罪の判決
- 11月- 全専売（現・全たばこ労働組合）、生理休暇に焦点を当てた会社の出勤奨励制度を撤回させる。
- 12月4日 自衛隊沖縄配備反対婦人総決起大会、那覇市で、沖縄婦人連合会・沖縄教職員組合婦人部・遺族婦人有志ら2000人参加
- 12月4日 労働省、ベルトコンベア病を職業病と認定、ソニー女子工員が品川労働基準監督署に訴えていたもの
- 12月10日 大阪地方裁判所、三井造船大阪営業所結婚退職制事件で、結婚退職制は公序良俗違反、女子従業員の出産時の一定の不効率の結果については使用者は受忍義務があり、出産退職制は脱法行為と判決、出産退職制訴訟で初の判決

- 12月11日 沖縄協定粉砕・自衛隊の沖縄配備反対・佐藤内閣打倒・婦人労働者統一行動、請願デモ、総評婦人部呼びかけ
- 12月12日 インド航空日本人スチュアーデス、印パ戦争下のインドへの乗務拒否、会社の業務命令の効力を停止させる仮処分申請 12月16日 会社側、要求を受入れ
- 12月23日 所沢市、産休を取得した女子職員に対し、勤務成績がおちるとして定期昇給を3ヶ月延伸させていたことが発覚、市側、今後この措置を改め救済措置をとることを決定 。
- 12月29日 参議院文教委員会（現・文部科学委員会）に女子教職員の育児休暇制度に関する小委員会設置
- 12月- 女優加賀まり子、「未婚の母」宣言
この頃から婚姻制度の枠外で堂々と子を産むことを公表する女性たちが出現

## この年
- この年以降、婚姻率が低下し始める。
- 「昭和45年度NHK世論調査」、家庭婦人1日のテレビ視聴平均6時間15分
- 内閣広報室「国民生活に関する世論調査」「社会意識に関する世論調査」、生活目標を「平和な家庭づくり」と回答した者が最も多く42％、生きがいについて男は「仕事」女は「家庭」が最も多い。
- 大洋漁業（現・マルハ）、シチューを発売、イカリソースとカゴメがミートソースを発売、この年、加工食品の発売盛ん
- 冷凍食品の生産が急増、前年より3割増
- テレビの料理番組が芸能人等のスターを起用するなどショー化
- 女性のあいだに乗馬ブーム
- 4年制大学卒の学士オフィスガールの進出急増、1970年に比較して事務系で2倍、販売系で1.5倍、生産性労使会議調べ
- 8～9月までに約5万人の新卒採用内定者の採用取り消し、その7割は女子
- 厚生省「1969年度老人実態調査」、調査対象者の32.1％54万人が一人暮らし老人でその8割は女性
- ファッション界で、外国の型紙輸入や有名メーカー店との契約が急増
- 夏に、ビキニの水着が広がる。
- 若い女性の間に、爪に小さな模様を貼り付けるマニキュアが流行